# 닉 그라뱃

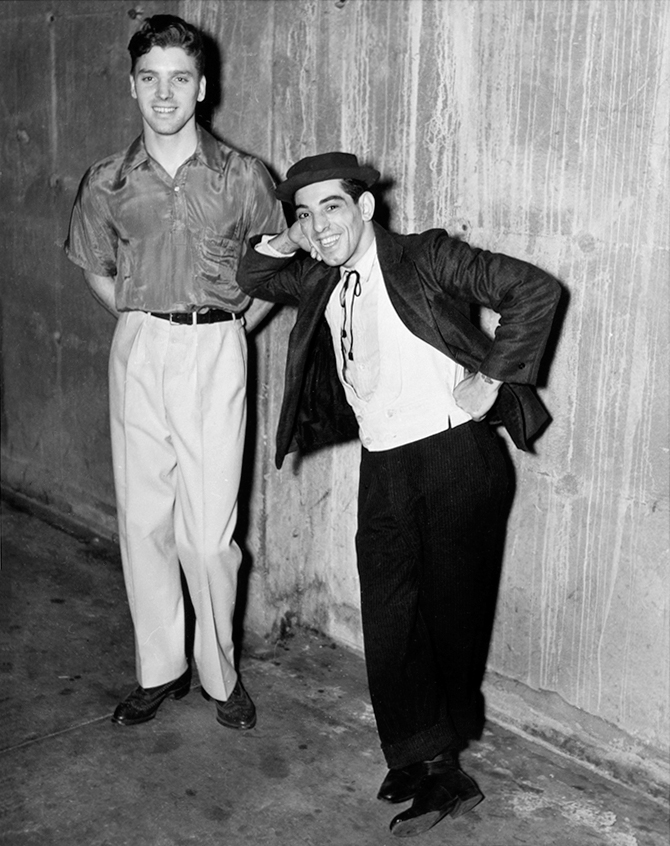

닉 그라뱃(Nick Cravat, 1912년 1월 11일 ~ 1994년 1월 29일)은 미국의 텔레비전 배우, 영화배우, 스턴트 배우이다.
뉴욕에서 태어났으며 우들랜드힐스에서 사망하였다. 사인은 암이다.

## 영화
- 닥터 모로의 DNA (1977년)
- 울자나스 레이드 (1972년)
- 스캘프헌터스 (1968년)
- 추적자 (1968년)
- 서부로 가는 길 (1967년)
- 클라크게이블의 위대한 승리 (1958년)
- 빅 나이프 (1955년)
- 바그다드의 베일  (1953년)
- 진홍의 해적 (1952년)
- 프레임 앤드 애로우 (1950년)
- 마이 프렌드 어머 (1949년)